# Sinoševići
Sinoševići (en serbe cyrillique : Синошевићи) est un village de Serbie situé dans la municipalité de Gornji Milanovac, district de Moravica. Au recensement de 2011, il comptait 174 habitants.

## Démographie
| 1948 | 1953 | 1961 | 1971 | 1981 | 1991 | 2002 | 2011 |
| ---- | ---- | ---- | ---- | ---- | ---- | ---- | ---- |
| 355  | 316  | 267  | 222  | 223  | 225  | 200  | 174  |

|  |